# كوم بوها قبلي
قرية كوم بوها قبلي هي إحدى القرى التابعة لمركز منفلوط في محافظة أسيوط في جمهورية مصر العربية. حسب إحصاءات سنة 2006، بلغ إجمالي السكان في كوم بوها قبلي 5644 نسمة، منهم 2826 رجل و2818 امرأة.